# ألبرت بايك
ألبرت بايك (بالإنجليزية: Albert Pike)‏ (29 كانون ثاني 1809 - 2 نيسان 1891) محامي وجندي وكاتب وماسوني ويعتبر الضابط الكونفيدرالي الوحيد الذي له تمثال في الساحة العامه في واشنطن العاصمة.( تم اسقاط وحرق التمثال في (19-حزيران-2020 ) من قبل متظاهرين في مقتل فلويد.امتاز بايك بطول القامة حيث وصلت قامته إلى 6 أقدام (1.83 متر) ومن الوزن 300 باوند أي 136 كيلو جرام وله شعر يصل لأكتافه وذا لحية طويلة.

## النشئة
ولد بايك في بوسطن، ماساتشوستس. والداه هما بين وساره.
التحق بالمدرسة في عام 1688/1689 وفي عام 1825 اجتاز امتحان القبول لجامعة هارفارد ومع ذلك عندما طالبت الجامعة بدفعه رسوم دراسة أول سنتين اختار عدم الالتحاق بها.
بدأ ببرنامج للتعليم الذاتي ما مكنه ليصبح أستاذ مدرسة في جلوسستر وشمال بيدفورد ونيوبيريبورت.
غادر ماساتشوستس للسفر غرباً، كانت ناشفيل في ولاية تينيسي أول مدينة يتوقف فيها ثم إلى سانت لويس في ولاية ميسوري وهناك التحق بحمله إلى تاوس في ولاية نيوميكسيكو للصيد والتجارة، ومن الأحداث أنه خلال نزهة فزع حصان بايك وهرب مما اضطره للمشي عائد لتاوس مسافة 500 ميل.

## الماسونية
التحق بايك بتنظيم (Independent Order of Odd Fellows) في عام 1840 وبذلك التحق بالمحفل الماسوني حيث أصبح فعال في شؤون المنظمة بشكل كبير، أنتخب بايك لاحقاً كرئيس أكبر في السلطة القضائية للمجموعة الأسكتلندية في عام 1859 وبقي في هذا المنصب حتى وفاته أي قضى ما يقارب 32 سنة كرئيس أكبر. كرس بايك جزء كبير من حياته لتطوير طقوس المنظمة الماسونية ومن الجدير بالذكر أنه نشر عام 1871 كتاب الأخلاق والعقيدة للطقوس الأسكتلندية القديمة والمقبولة في الماسونية وأوضح بايك أن نصف النص منسوخ من أعمال أخرى لكنه لم يوضح مصدرها، وأتبعه بالعديد من الإصدارات.

## روابط خارجية
- ألبرت بايك على موقع الموسوعة البريطانية (الإنجليزية)
- ألبرت بايك على موقع ميوزك برينز (الإنجليزية)
- ألبرت بايك على موقع إن إن دي بي (الإنجليزية)